# Monacká fotbalová reprezentace
Monacká fotbalová reprezentace (v jazyce Monégasque La Seleciun de Munegu) je národní reprezentace Monaka ve fotbale. Své domácí utkání hraje na stadionu Stade Louis II. Není členem FIFA ani UEFA a proto nemůže hrát žádné oficiální zápasy.
Soupiska týmu se skládá ze zhruba šedesáti mužů; pouze pět z nich má profesionální zkušenost, protože tým tvoří převážně státní zaměstnanci a zaměstnanci Société des bains de mer de Monaco.